# Wilhelm von Opel

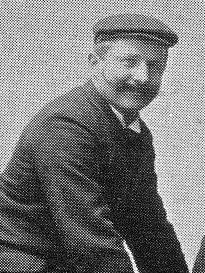
Wilhelm von Opel.

Wilhelm von Opel (15 mai 1871 - 2 mai 1948), connu sous le nom de Wilhelm Opel avant d'être anobli en 1917, était l'un des fondateurs du constructeur automobile allemand Opel. Il a introduit la chaîne de montage dans l'industrie automobile allemande.
Son père, Adam Opel, avait fondé l'entreprise familiale en tant que fabricant de machines à coudre, puis s'est diversifié dans la fabrication de vélos. Wilhelm a étudié l'ingénierie à la Technische Hochschule Darmstadt et a obtenu son doctorat en 1912. Après la mort d'Adam en 1895, le contrôle de l'entreprise passa à sa femme Sophie Scheller et à ses cinq fils. En 1898, Wilhelm et son frère Fritz ont introduit Opel dans l'industrie automobile avec l'achat de la petite usine automobile Lutzmann à Dessau.
En 1917, Wilhelm et son frère Heinrich Opel sont élevés à la noblesse du grand-duché de Hesse. Leur frère Carl a été élevé au même rang l'année suivante. Wilhelm avait un fils et une fille, Fritz von Opel et Eleonore von Opel.
En 1933, Wilhelm von Opel rejoint le parti nazi et en devient rapidement un partisan actif, apportant des contributions financières aux SS et recevant le titre de mécène.
En janvier 1947, il fut reconnu coupable par un tribunal de dénazification et dut payer une forte amende. Il mourut l'année suivante.
Wilhelm von Opel est le grand-père de Rikky von Opel et Gunter Sachs.